# Tannahill weavers
Tannahill Weavers — одна из самых известных шотландских фолк-групп.

## История группы
Образовалась в 1968 году в городе Пейсли, что недалеко от Глазго. Пейсли был родиной шотландского поэта Роберта Таннахилла, лирика, чьё творчество конкурировало по популярности с творчеством Роберта Бернса.
За свою историю состав названной в честь поэта группы подвергался многочисленным изменениям, однако это не повлияло на стиль — кельтский фолк, включавший в себя как и народный инструментарий — волынки, вислы, так и электрические инструменты. Первоначальный состав выглядел так: John Cassidy (flute, guitar, whistles, vocal), Davie Shaw (bass, guitar), Stuart MacKay (guitar, vocals) и Gordon Dunkan (bagpipes).
Сначала группа выступала в основном в Шотландии, но в 1974 году состоялось короткое турне по Германии. В 1976 году выходит их первый дебютный альбом «Are Ye Sleeping Maggie», а в 1978 году группа играет на «разогреве» у Steeleye Span в завершении их британского турне. Группа продолжает кратковременные туры в Европу, в конце 1979 года Tannahill Weavers выступили в Голландии в поддержку группы Dire Straits.
Летом следующего года группа впервые отправилась на гастроли за океан, в Канаду, где выступала на разнообразных фестивалях народной музыки и получила восторженные отзывы в прессе. На следующий год коллектив продолжает своё освоение Северной Америки, посетив США. В 1980-е происходят изменения состава, но группа активно записывает альбомы, многие из которых удостаиваются наград за достижения в области народной музыки. На 2015 год группа продолжает свои выступления.